# Chauncy Harris
Chauncy Dennison Harris (* 31. Januar 1914 in Logan, Utah; † 26. Dezember 2003 in Chicago) war ein US-amerikanischer Geograph. Er entwickelte theoretische Modelle und Indizes zur Klassifikation von Städten und gehörte zu den wichtigsten westlichen Erforschern der Geographie der Sowjetunion.

## Leben
Chauncy Dennison Harris wurde am 31. Januar 1914 als zweiter Sohn von Franklin S. Harris, von 1921 bis 1945 Präsident der Brigham Young University, und dessen Ehefrau Estella Spilsbury Harris geboren. Er studierte zunächst an der BYU, ab 1933 an der University of Chicago und zwischenzeitlich, mittels eines Rhodes-Stipendiums, an der Oxford University sowie der London School of Economics. Anschließend kehrte er nach Chicago zurück und promovierte dort 1940. In demselben Jahr heiratete er Edith Young, aus der Ehe ging eine Tochter, Margaret, hervor.
Nach Stellen an der Indiana University (1939–1941) und der University of Nebraska (1941–1943) sowie einem weiteren Aufenthalt an der University of Chicago arbeitete Harris 1944/45 für das Office of Strategic Services. Seine gesamte weitere Karriere, von Gastdozenturen abgesehen, verbrachte er wiederum an der University of Chicago, an der er ab 1947 ordentlicher Professor, ab 1969 Samuel N. Harper Professor sowie, von 1973 bis zu seiner Emeritierung 1984, Samuel N. Harper Distinguished Service Professor war. 1950/51 war Harris Gastprofessor an der Johann Wolfgang Goethe-Universität Frankfurt am Main. Des Weiteren hatte er von 1968 bis 1976 das Amt des Generalsekretärs und Schatzmeisters der Internationalen Geographischen Union inne und fungierte als Präsident der Association of American Geographers (1957/58) und der American Association for the Advancement of Slavic Studies (1962). Wenige Wochen vor seinem 90. Geburtstag verstarb Harris am 26. Dezember 2003 in Chicago.

## Werk

Mehrkernemodell von Harris und Ullman

Viele der wichtigsten stadtgeographische Werke von Harris wurden in einem relativ kurzen Zeitraum zwischen 1940 und 1945 veröffentlicht. Er nutzte dabei Bevölkerungs-, insbesondere Beschäftigtendaten, um mittels statistischer Verfahren siedlungsstrukturelle Ordnungsmuster zu identifizieren. Allerdings legte er sein Vorgehen nicht methodologisch dar und konzentrierte sich stattdessen mehr auf die Darstellung der Ergebnisse, weswegen Harris nicht zu den eigentlichen Protagonisten der „Quantitativen Revolution“ der Geographie zählte. Zusammen mit Edward Ullman, den er bereits 1934 als Student kennengelernt hatte, entwickelte Harris das Mehrkernemodell der Stadtentwicklung, das sie 1945 im Aufsatz The Nature of Cities vorstellten. 1954 erschien der Aufsatz The Market as a Factor in the Localization of Industry in the United States, in dem Harris einen Index der Marktpotentiale von Regionen aufstellte.
Neben US-amerikanischen Städten befasste sich Harris frühzeitig mit der Geographie der Sowjetunion, obwohl er das Land erst 1957 erstmals bereisen konnte. Auch über Deutschland und, gegen Ende seiner Karriere, Japan veröffentlichte er jeweils mehrere Aufsätze. Daneben verfasste Harris, der neben Englisch die deutsche, französische und russische Sprache beherrschte, zahlreiche bibliographische Werke.

## Auszeichnungen und Ehrungen
Harris erhielt die Ehrendoktorwürde der Päpstlichen Katholischen Universität von Chile (D.Econ. 1956), der Indiana University (L.L.D. 1979), der Rheinischen Friedrich-Wilhelms-Universität Bonn und der University of Wisconsin–Milwaukee (je 1991). Weitere Auszeichnungen waren unter anderem die Alexander-von-Humboldt-Medaille der Gesellschaft für Erdkunde (1978), die Cullum Geographical Medal der American Geographical Society (1985) sowie die Victoria Medal der Royal Geographical Society (1987). Außerdem war Harris Mitglied der American Academy of Arts and Sciences (1968) und der Polnischen Akademie der Wissenschaften.

## Schriften (Auswahl)

### Monographien
- Chauncy D. Harris: Salt Lake City: A regional capital. Chicago 1940 (Dissertation).
- Chauncy D. Harris: Cities of the Soviet Union: Studies in their functions, size, density, and growth (= The monograph series of the Association of American Geographers. Band 5). Rand McNally, Chicago 1970.

### Aufsätze
- Chauncy D. Harris: A Functional Classification of Cities in the United States. In: Geographical Review. Band 33, Nr. 1, 1943, S. 86–99.
- Chauncy D. Harris: Suburbs. In: American Journal of Sociology. Band 49, Nr. 1, 1943, S. 1–13.
- Chauncy D. Harris und Edward L. Ullman: The Nature of Cities. In: Annals of the American Academy of Political and Social Science. Band 242, 1945, S. 7–17, doi:10.1177/000271624524200103.
- Chauncy D. Harris: The Cities of the Soviet Union. In: Geographical Review. Band 35, 1945, S. 107–121.
- Chauncy D. Harris und Gabriele Wülker: The Refugee Problem of Germany. In: Economic Geography. Band 29, Nr. 1, 1953, S. 10–25.
- Chauncy D. Harris: The Market as a Factor in the Localization of Industry in the United States. In: Annals of the Association of American Geographers. Band 44, Nr. 4, 1954, S. 315–348.

### Festschriften
- George J. Demko und Roland J. Fuchs (Hrsg.): Geographical studies on the Soviet Union: Essays in honor of Chauncy D. Harris. Chicago 1984.
- Michael P. Conzen (Hrsg.): World patterns of modern urban change: Essays in honor of Chauncy D. Harris. Chicago 1986.
- Eckart Ehlers (Hrsg.): Modelling the City – Cross-Cultural perspectives. Vorträge gehalten aus Anlaß der Verleihung der Ehrendoktorwürde der Mathematisch-Naturwissenschaftlichen Fakultät der Rheinischen Friedrich-Wilhelms-Universität Bonn an Professor Chauncy D. Harris. Ph.D., D.Litt., Drs.h.c, Chicago (= Colloquium geographicum. Band 22). Ferd. Dümmlers Verlag, Bonn 1992 (online).

### Nachrufe
- Brian J. L. Berry: Chauncy D. Harris, 1914–2003. In: Urban Geography. Band 25, Nr. 1, 2004, S. 1–13.
- Andrew R. Bond: Chauncy D. Harris, 1914–2003: An Appreciation. In: Eurasian Geography and Economics. Band 45, Nr. 2, 2004, S. 83–89.
- Marvin W. Mikesell: In Memoriam: Chauncy Dennison Harris (1914–2003). In: Annals of the Association of American Geographers. Band 94, Nr. 4, 2004, S. 982–991.
- Alexander B. Murphy: Chauncy D. Harris (1914–2003), Geographer Extraordinaire. In: Geographical Review. Band 94, Nr. 1, 2004, S. 107–114.